# Маунт Сенери
Маунт Сенери е най-високият връх на територията на Кралство Нидерландия, намиращ се на остров Саба, част от Нидерландски Антили. Върхът е висок 888 м. Представлява стратовулкан, като последното му изригване е през 1640 г.